# Earth BioGenome Project
L'Earth BioGenome Project (EBP) és una iniciativa que té com a objectiu seqüenciar, catalogar i caracteritzar el genoma de tota la biodiversitat eucariota de la Terra. El projecte va començar oficialment l'1 de novembre de 2018 i tindrà lloc durant un període de deu anys. Quan aquest finalitzi al 2028, haurà generat una base de dades d'ADN pública amb informació biològica per tal de proporcionar una plataforma per a la investigació científica i donar suport a iniciatives de conservació i de medi ambient.
Els resultats de l'EBP informaran sobre una àmplia gama de problemes als quals s'enfronta la humanitat: l'impacte del canvi climàtic en la biodiversitat, la preservació i millora dels ecosistemes i la conservació d'espècies i ecosistemes en perill d'extinció.

## Antecedents
Malgrat els avenços, la biodiversitat mundial es troba majoritàriment sense caracteritzar i cada dia es veu més amenaçada pel canvi climàtic, la destrucció dels hàbitats i l'activitat humana. Una prova d'aquest greu declivi és l'informe que va presentar el Living Planet Index al 2016, el qual informava d'un descens del 58% de la població de vertebrats a la Terra durant el període entre els anys 1970 i 2012. D'altra banda, un altre indicador que reflexa la severitat de la situació van ser les conclusions a les quals va arribar la Unió Internacional per la Conservació de la Natura (IUCN), que al 2016 va estimar que entre 23.000 de les 80.000 espècies analitzades estaven properes a l'extinció. Es preveu que al voltant del 2050 més del 50% de les espècies que existeixen actualment s'hagin extingit. Aquestes grans pèrdues de biodiversitat tindran un imapcte molt important i afectaran de manera cabdal els ecosistemes que sustenten la vida a la Terra. El col·lapse dels ecosistemes a escala global és una possibilitat real, en conseqüència, la conservació de la biodiversitat a nivell d'ecosistemes marins, terrestres i d'aigua dolça, d'entre altres, és una prioritat per a la supervivència i prosperitat de la humanitat.
L'Arbre de la Vida conté entre 10 i 15 milions d'espècies eucariotes, de les quals només es coneixen al voltant de 1,5 milions. A l'octubre 2017 només hi havia 2.534 espècies eucariotes seqüenciades a la base de dades del Centre Nacional per la Informació Biotecnològica (NCBI), representant només un 0,2% dels eucariotes coneguts. Per tant, hi ha milions de genomes pendents de seqüenciació que tenen un gran potencial i podrien ser la solució per la preservació dels ecosistemes dels quals depenem i proporcionar el suport necessari per a una població mundial en expansió.
L'EBP està inspirat en el Projecte Genoma Humà i va sorgir durant una reunió al novembre del 2015 a la Smithsonian Institution entre diversos representants d'universitats, institucions de recerca i grans agències de finançament internacionals. A aquesta conferència es van acordar les estratègies, las raons fonamentals i la viabilitat de seqüenciar tots els organismes vius de la Terra. La visió de consens que va sorgir de la reunió va ser que era el moment adequat per iniciar aquesta ambiciós objectiu. Finalment, al febrer del 2017, a una conferència sobre genòmica i biodiversitat organitzada per la Smithsonian Institution i el BGI a Washington D.C., es va elaborar un pla de 10 anys de durada i una complexa estructura organitzativa formada per diversos projectes paral·lels i la col·laboració de múltiples institucions.
La seqüenciació de tota la vida eucariota no ha estat possible fins ara. Els grans avenços en la tecnologia de seqüenciació de genomes, informàtica, automatització i intel·ligència artificial permeten una nova aproximació per a la conservació de la biodiversitat. Per primera vegada a la història, és possible seqüenciar eficientment els genomes de totes les espècies conegudes i utilitzar la genòmica per ajudar a descobrir les 80-90% espècies encara desconegudes.

## Objectius
L'EBP està plantejat per complir 3 objectius principals, cadascun dels quals està desglossat en una sèrie de metes científiques i projeccions de beneficis econòmics, socials i ambientals per a la societat i el benestar humà.

### Revisar i aportar una nova visió de la comprensió de la biologia, els ecosistemes i l'evolució
| 1. Comprendre millor les relacions evolutives entre tots els organismes coneguts.         |
| 2. Aclarir el moment, l'origen, la distribució i la densitat de les espècies de la Terra. |
| 3. Generar nou coneixement de les funcions i composició dels ecosistemes.                 |
| 4. Descobrir les lleis fonamentals que descriuen i impulsen els processos evolutius.      |
| 5. Aclarir l'evolució del genoma a escala cromosòmica.                                    |
| 6. Descobrir noves espècies.                                                              |

L'EBP contribuirà significativament a una millor comprensió de com la biodiversitat biològica està relacionada i el temps relatiu i absolut dels events de diversificació. La seqüenciació de genomes complets permet la selecció del conjunt de gens més informatiu per realitzar una inferències filogenètiques precises.
La seqüenciació i anotació de genomes d'eucariotes ampliaran molt el nostre coneixement i comprensió dels efectes de la classificació incompleta de llinatges i de la transferència horitzontal de gens en anàlisis filogenòmiques.

### Permetre la conservació, protecció i regeneració de la biodiversitat
| 1. Determinar el paper del canvi climàtic en la biodiversitat.                                |
| 2. Aclarir com les activitats humanes i les espècies invasores afecten a la biodiversitat.    |
| 3. Desenvolupar plans de conservació per espècies en perill d'extinció basats en l'evidència. |
| 4. Crear recursos genòmics per restaurar ecosistemes malmesos o exhaurits.                    |

Hi ha una necessitat clara i urgent per comprendre l'impacte dels factors naturals i humans sobre la biodiversitat. El canvi climàtic i la destrucció de l’hàbitat tenen impactes enormes tant en ecosistemes marins com terrestres. El mostreig de la diversitat genòmica revelarà la freqüència i distribució de polimorfismes genètics i permetrà elaborar una bases de dades per al disseny de programes de conservació. És el cas d'espècies en perill d’extinció amb poblacions molt reduïdes que formen parts de programes de cria. Aquests es podran basar en dades genòmiques i es podrien evitar endogàmies, eliminar els al·lels letals recessius i augmentar la resistència a malalties. Per tant, l’EBP té el potencial d'estimular el desenvolupament d’una nova gestió del programes conservació basada en la diversitat genòmica d'espècies.
L'EBP també treballarà per establir bioobservatoris que utilitzin la genòmica per obtenir una comprensió bàsica de com canvi climàtic afecta la biodiversitat mundial. Aquests observatoris són especialment crítics a zones amb alta densitat d’espècies en perill d’extinció. Una xarxa de bioobservatoris podria proporcionar informació en temps real sobre el nombre d’espècies, distribució i fluxos. Actualment ja exiteixen bioobservatoris, un exemple seria la National Ecological Observatory Network creada per la National Science Foundation dels EUA.

### Maximitzar la rendibilitat per a la societat i el benestar humà
| 1. Descobrir nous recursos medicinals per a la salut humana.      |
| 2. Millorar el control de pandèmies.                              |
| 3. Identificar nova variació genètica per millorar l'agricultura. |
| 4. Descobrir nous biomaterials i fonts d'energia.                 |
| 5. Millorar la qualitat ambiental.                                |

Els ecosistemes i la biodiversitat sempre han estat una font de beneficis per la societat. Els humans emprem tota una gamma de productes i materials de la natura. A més, també hem aprés a utilitzar els processos biològics o a imitar-los i implementar-los pel nostre benefici.
L'explosió de la població i la ràpida propagació de malalties i plagues agrícoles com a conseqüència de la interconnectivitat mundial són exemples convincents de la necessitat de nous recursos que contribueixin a alimentar, protegir i millorar els ecosistemes de la Terra. Existeix una demanda urgent de noves fonts de proteïnes alimentàries de baix cost que es puguin produir a gran escala, nous medicaments per tractar malalties cròniques, noves estratègies per controlar els brots de malalties zoonòtiques i nous recursos per al manteniment i la millora de la qualitat del sòl, de l’aire i de l’aigua.
L'EBP té el potencial de descobrir nous recursos que la humanitat pot utilitzar per tal de millorar el benestar de la societat en tot el seu conjunt. La finestra d'oportunitats és extremadament àmplia ja que només un 0,2% dels genomes eucariotes han estat seqüenciats

## Estructura del projecte
L'èxit de la seqüenciació sistemàtica de tota la vida a la Terra només tindrà lloc si es duu a terme un esforç organitzat i sostingut. Existeixen diferents iniciatives que es dediquen a la seqüenciació dins seu àmbit geogràfic. Tanmateix, aquestes no estan coordinades i la majoria no seqüencien el genoma sencer. Una xarxa global de comunitats com la que proposa l'EBP és una estratègia realista per assolir el gran repte de seqüenciar totes les formes de vida eucariotes del planeta.

### Iniciatives que tenen en curs projectes de seqüenciació a gran escala:[1][14]
| Iniciativa                                           | Objectiu |
| ---------------------------------------------------- | --- |
| Genome 10K (G10K)                                    | Seqüenciar tots els genomes de vertebrats.                                                                             |
| Global Invertebrate genomics Alliance (GIGA)         | Seqüenciar 7.000 espècies d'invertebrats marins.                                                                       |
| Global Ants Genomics Alliance (GAGA)                 | Seqüenciar 300 gèneres de formigues.                                                                                   |
| i5K                                                  | Seqüenciar 5.000 espècies d'artròpodes.                                                                                |
| 1000 Fungal Genomes Project                          | Seqüenciar el genoma de 1.000 espècies de fongs.                                                                       |
| 10KP Genome Sequencing Project                       | Seqüenciar el genoma de 10.000 espècies de plantes.                                                                    |
| The Bird 10,000 Genomes (B10K) Project               | Seqüenciar el genoma de 10.000 espècies d'ocell.                                                                       |
| Darwin Tree of Life                                  | Seqüenciar 60.000 genomes de totes les espècies eucariotes d'Irlanda i el Regne Unit.                                  |
| Oz Mammals Genomics Framework Data Initiative (OMG)  | Seqüenciació de tots els mamífers d'Austràlia.                                                                         |
| LOEWE Centre for Translational Biodiversity Genomics | Genòmica comparativa, productes naturals genòmics, biomonitoratització genòmica i genòmica funcional del medi ambient. |
| Catalan Initiative for the Earth BioGenome Project   | Seqüenciació d'espècies endèmiques de l'àmbit dels Països Catalans.                                                    |

El full de ruta de l'EBP proposa la seqüenciació i anotació d'aproximadament 1,5 milions d’espècies eucariotes conegudes en tres fases al llarg d’un període de 10 d’anys mitjançant un enfocament filogenòmic. Durant els tres anys de la fase I, un dels objectius més importants és crear assemblatges de referència anotats a escala de cromosomes per almenys una espècies representativa de cadascuna de les famílies taxonòmiques d'eucariotes (al voltant de 9.000). A les fases II i III es preveu el scaffolding dels assemblatges produïts a la fase I mitjançant mètodes in silico i finalment, la reconstrucció de genomes ancestrals i el rescat d'espècies de l'extinció.
Diversos centres de seqüenciació donen suport al projecte, el socis actuals són: l'Australian Museum, Baylor College of Medicine, Beijing Genomics Institute de Shenzhen (BGI), BioPlatforms Australia, British Columbia Cancer Research Centre, Universitat Dalhousie, Earlham Insitute (Regne Unit), Sao Paulo Research Foundation (FAPESP), Universitat George Washington, King Abdulazziz University, Korea Polar Research Institut, Institut Max-Planck de Biologia Cel·lular Molecular i Genètica (Alemanya), Museu d’Història Natural de Dinamarca, Grup Novim, Royal Botanic Gardens at Kew, SpaceTime Ventures, Universitat Pompeu Fabra, Universitat de Xile, Universitat de Califòrnia (Davis), Universitat de Califòrnia (Santa Cruz), Universitat de Florida, Universitat d'Illinois a Urbana-Champaign, Universitat d'Oslo, Universitat de Sydney i el Wellcome Sanger Institute.
A dia d'avui el preu la seqüenciació d'un genoma d'un vertebrat estàndard es troba al voltant dels 1.000 dòlars EUA, tot i que aquesta xifra està disminuint ràpidament. Per tant, la seqüenciació del genoma 1,5 milions d'eucariotes coneguts, a més de 100.000 noves espècies i un nombre definit de seqüències d'ADN ambiental ascendirà el cost del projecte fins als 4.700 milions de dòlars EUA. Aquest preu inclou els costos dels instruments de seqüenciació, la recollida de mostres, 9.000 genomes de referència de qualitat, l'emmagatzematge, l'anàlisi, la visualització i difusió de dades i la gestió de projectes. Aquesta quantitat és inferior al cost de crear el primer esborrany de la seqüència del genoma humà que va costar al voltant de 2.700 milions de dòlars EUA i es va publicar al 2003.

## Coordinació i governança
L’assoliment dels objectius de l’EBP requerirà una coordinació a escala mundial i un lideratge científic experimentat. El president del grup de treball de l'EBP és Harris A. Lewin (Universitat de Califòrnia, Davis). W. John Kress (Smithsonian Institution) i Gene E. Robinson (Universitat d'Illinois a Urbana-Champaign) en són copresidents.
Addicionalment, el grup de treball de l’EBP està integrat per experts en genòmica, informàtica, biologia evolutiva, biorepositoris i comunitats de conservació. A més, també inclou un expert en ètica i un expert en innovació. Alguns d’ells ja han dirigit o actualment dirigeixen projectes de genoma a gran escala, com ara els del Sanger Center (Regne Unit) o el BGI (Xina). La comunitat de científics interessats en el projecte creix ràpidament i té un fort suport internacional. En un futur pròxim, representants del govern, de la indústria privada, de la societat civil, d'organitzacions internacionals i de fundacions privades s'integraran en l'estructura governamental de l’EBP. Una àmplia representació del govern és dessitjable per tal que el mandat asseguri un bé públic global, garanteixi beneficis socials inclusius a tot el món i estableixi estabilitat i finançament sostenible per a l'accessibilitat a la tecnologia més avançada en genòmica, informàtica, ciència de dades i biotecnologia.
Per tal de comparar i completar els genomes descodificats del bioma de la Terra, s'han d'implementar normes per crear, comparar i analitzant conjunts de genomes per tal que la informació del genoma sigui útil i el més extensa possible. El problema principal serà la difícil coordinació entre tots els centres de seqüenciació i informàtica i entre les diferents comunitats basades en els mateixos taxons. Per abordar aquest problema s'ha desenvolupat recentment un conjunt d'estàndards per a l'avaluació de la qualitat de conjunts de genoma complet. Aquests estàndards es poden aplicar a qualsevol assemblatge de genoma sencer i poden ser adoptades fàcilment i estendre's a totes les comunitats que formen l’EBP. Un Consell Central de Coordinació de l’EBP, format per cadascun dels líders de cada comunitat de seqüenciació i informàtica, serà el responsable de desenvolupar i promulgar normes per a seqüenciació, anotació i anàlisi posterior.
Es preveu que els difrenents projectes de seqüenciació ja existents s'intengrin al projecte i passin a formar part del Consell de Govern de l’EBP i que, al seu torn, l'EBP s'esforçarà per donar suport a tots aquests projectes. Així, es pot concloure que l’EBP serà un esforç global: una xarxa de comunitats i individus centrats en aquest gran repte.

## Reptes

### Adquisició de mostres
Un dels objectius de l'EBP és catalogar el genoma de la biodiversitat eucariota i elaborar una biblioteca de dades obertes disponible com a base permanent per dur a terme futurs descobriments científics. Un dels reptes més difícils és elaborar una estratègia global per a la recol·lecció d’exemplars o mostres d'exemplars adequadament conservades per permetre la producció d'assemblatges de genomes d'alta qualitat. La biodiversitat de la Terra està distribuïda de manera desigual amb punts calents a parts remotes del món, com ara l'Amazones, Borneo, etc. Per tal que l’EBP tingui èxit caldrà implicar institucions que tinguin com a missió la preservació de la biodiversitat mundial, com ara museus d'història natural, jardins botànics, zoos i aquaris. Per exemple, les col·leccions dels jardins botànics del món contenen aproximadament un terç de totes les espècies de plantes i més del 40% de totes les espècies de plantes en perill, per tant representen un recurs molt valuable per l'EBP.
Tanmateix serà imprescindible implicar científics de països on es concentra la biodiversitat: Brasil, Colòmbia, Índia, Perú, Madagascar, Malàisia i Indonèsia. Un altre objectiu de l’EBP és globalitzar les seves activitats a través de noves associacions que ajudin a desenvolupar la capacitat científica a països en desenvolupament on precisament es concentra la biodiversitat.
Un desafiament especialment complex per a l’EBP serà l’obtenció de seqüències integrals eucariotes unicel·lulars. Per exemple, hi ha més de 34.000 espècies conegudes dels regnes Prostista i Chromista, però probablement el nombre d'espècies real està al voltant de 107.000. La seqüenciació dels eucariotes microbians pot ser primordial per resoldre les filogènies dins Protista i Chromista i entendre com la vida eucariota inicial va evolucionar. Això serà possible gràcies als recents avenços en tecnologia de seqüenciació de cèl·lules individuals (single cell sequencing).

### Ciència de dades i computació
L’EBP requerirà del desenvolupament de noves eines o millora de les actuals per visualitzar, comparar i entendre la connexió de la seqüència del genoma amb l'evolució d'un fenotip, un organisme i fins i tot un ecosistema. Cal destacar que la indústria de la informació ja ha superat els obstacles que suposen emmagatzemar lectures de seqüències, assemblar lectures en seqüències de genomes, alinear els genomes d’espècies relacionades i anotar models genètics. Tanmateix, quan l'EBP finalitzi haurà generat al voltant de 200 petabytes d'informació i encara romandrà un repte a superar.
De la mateixa manera, els requisits informàtics són molt grans. A les fases finals de l'EBP serà necessari dur a terme 10.000 muntatges simultanis en paral·lel. Aquesta escala ja ha estat abordada superordinadors acadèmics, com ara els de les universitats de Texas, Pittsburgh, Illinois i San Diego, i superat pels proveïdors de núvol comercials, com Amazon, Microsoft, Google o Alibaba.
Tot i que les eines actuals ja són suficients per completar el projecte, no hi ha dubte que els algoritmes d’assemblatge, alineació i anotació hauran de millorar la seva eficiència, precisió i aplicació a genomes complexes, com ara genomes de grans dimensions, molt repetitius o molt polimòrfics. Un altre repte serà la construcció d'arbres filogenètics amb informació genètica d'una escala tan gran. Serà necessari el desenvolupament d'un nou conjunt de requeriments informàtics per integrar totes les dades filogenètiques i computar aquest tipus d'abres de grans dimensions.

### Accés i repartiment dels beneficis
L'EBP s'adherirà als principis del Protocol de Nagoya, el qual estableix que qualsevol benefici obtingut a partir de recursos genòmics sigui repartit de manera equitativa. S'exigirà als participants que compleixin la normativa sobre l'ús de la biodiversitat tant a nivell nacional com internacional. En concret, l'objectiu de l'EBP és proporcionar un accés ràpid, just, equitatiu i obert per tal de compartir els beneficis dels genomes eucariotes del planeta Terra.
Per garantir la documentació adequada dels recursos genètics i el compliment de l’accés i el repartiment de beneficis, l’EBP promourà el seguiment de la genètica i la genòmica utilitzades.

## Impacte del projecte
L'EBP possiblement sigui la inicitativa més ambciosa en la història de la biologia. Si és exitós, l'EBP transformarà completament el coneixement científic sobre la vida a la Terra i proporcionarà nous recursos per poder combatre la pèrdua de biodiversitat que principalment és causada per l'activitat humana i el canvi climàtic. Una millor comprensió de la biodiversitat també pot proporcionar noves fonts alimentàries, de biomatrials revolucionaris i innovacions per tractar malalties humanes, d'animals i plantes. Els principals reptes que ha de superar el projecte són: l'adquisició de mostres, el finançament i la intercomunicació de coneixement entre els integrants del projecte. Finalment, el llegat del projecte consisitirà en una biblioteca digital i pública de la vida que contindria la intel·ligència biològica col·lectiva de 3,5 milions d'història evolutiva. Aquest coneixement permetrà futurs descobriments que, en última instàcia, podrien determinar la supervivència del nostre planeta.